# Bogosort
Bogosort – niestabilny, trywialny w działaniu algorytm sortowania o bardzo dużej złożoności obliczeniowej, oparty na metodzie prób i błędów.
Działanie algorytmu polega na ciągłym losowym ustawianiu sortowanych elementów i sprawdzaniu czy po wymieszaniu elementy są posortowane. Operacje mieszania powtarzane są aż do posortowania elementów. Aby posortować talię kart tym algorytmem należy wyrzucić talię w powietrze, pozbierać z podłogi i sprawdzić czy karty ułożyły się w oczekiwany porządek. Czynność powtarzamy aż do uzyskania oczekiwanego efektu.

## Zastosowanie
Algorytm stosuje się głównie w celach edukacyjnych, aby uzyskać efekt kontrastu przy porównywaniu z innymi algorytmami. Nie jest używany w praktyce – posortowanie kilkunastu elementów może trwać bardzo długo i nie ma pewności, czy w ogóle się zakończy.

## Złożoności
Średnia złożoność obliczeniowa wynosi {\displaystyle \Omega (n\cdot n!)}. W przypadku pesymistycznym sortowanie będzie trwać w nieskończoność. Zajętość pamięci wynosi {\displaystyle O(n).}

## Pseudokod
```
dopóki
 
nie
 jest_posortowana(tablica)
 tablica := losowa_permutacja(tablica)
```

## Odmiany

### Bozo sort
Różnica pomiędzy Bogosortem a Bozosortem jest taka, że ten drugi – w przypadku, gdy elementy nie są jeszcze posortowane – zamienia miejscami dwa dowolne elementy i ponawia sprawdzanie porządku elementów.

### Bogobogo sort
To algorytm sortowania, który został stworzony tak, aby nie odniósł sukcesu do śmierci cieplnej wszechświata.